# پاول ویورس
پاول ویورس (انگلیسی: Paul Wevers; ۲۱ ژوئیهٔ ۱۹۰۷ – ۶ مارس ۱۹۴۱) قایقران کانو اهل آلمان بود.